# Secret professional periodístic
El secret professional periodístic és el dret de secret professional del periodista que li atorga el dret de no revelar tota la informació, o la manera en què ha estat obtinguda, per protegir les fonts, a si mateix i el seu exercici professional. No significa únicament que el periodista decideixi no publicar algunes dades sinó que suposa la possibilitat d'ocultar-les si ho creu necessari. Es considera un dels elements fonamentals perquè el periodista exerceixi la seva tasca amb total llibertat. No obstant això, tenint en compte que el periodisme es concep com un servei públic a la ciutadania, a vegades aquestes informacions que el professional no vol revelar poden resultar d'interès públic.

## Definició
La Federació d'Associacions de Periodistes de l'estat ho defineix com:
| «                                            | En l'àmbit del periodisme, la polèmica sobre com ha de ser regulat o fins a quin punt ha de ser respectat el secret professional ha estat la seva principal característica. La diversitat d'opinions i interessos sobre aquest tema fa que la discussió sembli no tenir una solució universal. Des que l'article 19 de la Declaració Universal dels Drets Humans fos aprovat, el dret al secret professional ha constituït una de les reivindicacions tradicionals dels periodistes, amb resultats diferents en cada país. Ja és reconegut (encara que en diferents graus) pels ordenaments jurídics de la majoria dels països democràtics amb un sistema de premsa considerat independent; no obstant això, hi ha països com França, Bèlgica, Gran Bretanya i alguns estats dels Estats Units on es nega. | » |
| — Article 10 del Codi Deontològic de la FAPE | |   |

## Objecte i subjecte
La recomanació núm. R (2000) 7, adoptada el 8 de març d'aquest any pel Consell d'Europa, estableix com a objecte del secret professional del periodista:
1. El nom i les dades personals, així com la veu i la imatge d'una font
2. Les circumstàncies concretes de l'obtenció de les informacions obtingudes per un periodista davant una font
3. La part no publicada de la informació proporcionada per una font a un periodista
4. Les dades personals dels periodistes i dels seus patrons relacionats amb la seva activitat professional

## Tipus de secret
La regulació d'aquest dret i el seu grau de protecció varia segons l'estat on ens trobem.

### Secret professional absolut
Comprèn el dret dels periodistes a guardar silenci incondicionalment sobre la identitat de les seves fonts informatives davant el director de l'empresa, les autoritats administratives, parlamentàries i judicials.
Aquest tipus és el que recull la llei dels estats següents: Alemanya, Argentina, Àustria, Bolívia, Brasil, Cap Verd, Colòmbia, Costa Rica, Estats Units (Califòrnia, Indiana, Minnesota, Nebraska, Nova York), Estònia, Finlàndia, Haití, Indonèsia, Itàlia, Lituània, Macedònia del Nord, Malàisia, Moçambic, Nigèria, Paraguai, Perú, Portugal, Uruguai, Veneçuela i el Iemen.

### Secret professional qualificat
És gairebé absolut i opera quan el seu exercici només pot ser declinat en casos excepcionals, bé per tractar-se de temes en els quals no existeix una altra font alternativa possible per arribar al fons d'un assumpte judicial d'especial interès general, o bé perquè de la informació en poder del periodista depèn la salvaguarda de béns jurídics protegits particularment rellevants per a la societat, com la integritat corporal de les persones o l'equilibri ecològic; i en tot cas, subjecte a una petició motivada per part de l'autoritat jurisdiccional competent.
És el que permet la llei d'Albània, Andorra, Belarús, estat espanyol, Estats Units (Alaska i Geòrgia), Filipines, Jordània, Moldàvia, Rússia i Suècia.

### Secret professional limitat
Es troba subjecte a majors restriccions que el secret professional paradigmàtic, en tant que no es pot exercir enfront de les autoritats jurisdiccionals i legislatives, en un nombre més gran de casos que el paradigmàtic, tot i que encara manté amb certa cobertura el bé jurídic protegit del secret professional del periodista.
Per exemple, aquest tipus de secret professional es practica a Algèria, Egipte i l'Equador.

### Secret professional no reconegut
La majoria dels països democràtics en els quals s'exerceix el periodisme amb independència es reconeix el dret al secret professional dels periodistes. No obstant això, no tots els ordenaments jurídics dels estats democràtics occidentals (aquells en els quals el periodisme s'exerceix amb major grau de llibertat) reconeixen el secret professional. Hi ha estats que ho neguen, com França, Bèlgica, Regne Unit i els Estats Units.